# Rolfstorp
Rolfstorp est un village et ancienne paroisse civile en Halland, en Suède. Le village compte 508 habitants. La paroisse est connue pour l’Homme de Bocksten.